# 塔瓦基火山口

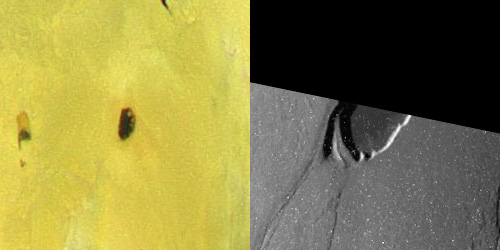
“伽利略号探测器”拍摄的塔瓦基火山口高分辨率图像。左侧彩色图像拍摄于1999年7月，右边黑白图像摄于1999年11月。

塔瓦基火山口（Tawhaki Patera）是木星的卫星木卫一上一座活跃的火山，位于前导半球米底亚区西部北纬3.32度、西经76.18度处，它是一座类似于破火山口的火山坑，宽49.8公里（30.9英里）、深约550米（1800英尺）。
 
在1979年3月“旅行者1号”首次拍摄的低分辨率照片中，塔瓦基火山口被显示为一个黑色斑点，直到1997年9月，才观测到塔瓦基火山口有火山活动。当时木卫一正处于木星的阴影中，“伽利略号探测器”上的相机在近红外波段观测到了一个明亮的“热点”。1997年11月，在木卫一日食期间，位于第11轨道上的“伽利略探测器”也观察到作为一个热点的塔瓦基火山口，它的爆发高温期直到1998年5月才结束，目前尚不清楚这一延期是否是由于塔瓦基火山口的活动发生了实际变化，还是“旅行者”数据和“伽利略”近红外测绘光谱仪（NIMS）数据分辨率差所致。
塔瓦基火山口曾被怀疑是1999年8月2日发生“9908A 爆炸喷发”的数座火山之一，“9908A喷发”是在木卫一上观测到的最大能量级的火山爆发之一。然而，地面低分辨率的观察无法确定火山爆发的源头，除此之外，它还位于木卫一前导半球的米底亚区西北。1999年7月，在“伽利略号”第21轨道运行期间，即喷发前一个月，近红外测绘光谱仪确实在塔瓦基火山口探测到一个1到5微米的热点。1999年11月26日，伽利略探测器在与木卫一的一次交会中拍摄到了每像素260米的塔瓦基火山口南半部分照片，提供了该火山高分辨率图像，该幅照片与1999年7月所拍摄的彩照一道，显示塔瓦基火山口坑底分布有一些该地区最黑的物质，表明塔瓦基火山口内的冷却熔岩非常年轻，这与伽利略任务期间所观察到的活动相一致。在它的东南方也发现了一条后被命名为“塔瓦基谷”的熔岩通道，该通道可能与塔瓦基火山口的早期活动有关，但该地区的图像切除了北半部的火山和通道部分，妨碍了对两者间关系的展示。2001年8月，近红外测绘光谱仪再次观察到塔瓦基火山口一次低能量级的火山活动。
2000年，国际天文联合会以毛利神话中的闪电神“塔瓦基”（Tāwhaki）之名正式命名该火山为塔瓦基火山口。伽利略成像团队曾推荐采用“希涅·伊·塔佩卡火山口”（Hine-i-Tapeka Patera）之名，但最终选中的是“塔瓦基火山口”。